# Тупченко, Юрий Петрович
Юрий Петрович Тупченко (1928 — 1994, Москва) — советский хозяйственный, государственный и политический деятель, генерал-майор.

## Биография
Родился в 1928 году в станице Лихой. Член КПСС.
С 1946 года — на хозяйственной, общественной и политической работе. В 1946—1984 гг. — комсомольский работник в Каменске-Шахтинском и Ростовской области, первый секретарь Ростовского обкома ВЛКСМ, начальник УКГБ по Ростовской области, заместитель начальника УОО КГБ по Дальневосточному военному округу.
Избирался депутатом Верховного Совета РСФСР 6-го и 7-го созывов.
Делегат XXII и XXIII съездов КПСС.
Умер в Москве в 1994 году.